# Belén Bermejo
Belén Bermejo (Madrid, 1969-Madrid, 27 de juny de 2020) va ser una editora espanyola.
Nascuda a Madrid filla d'una mestra i criada a Aranda del Duero, va estudiar filologia hispànica a la Universitat Autònoma de Madrid i es definia a si mateixa com a feminista. Va començar a treballar com a editora l'any 2000, i el seu primer llibre editat va ser un d'història, de Javier Tussell. Va treballar per l'Editorial Espasa, on es dedicava a editar obres de ficció i de poesia. Aficionada a la fotografia, el 2019 va publicar el llibre Microgeografía de Madrid, el beneficis del qual van anar a l'Hospital que la tractava d'un càncer. Va morir el juny de 2020.